# ران یرکسا
ران یرکسا (انگلیسی: Ron Yerxa؛ زادهٔ ۱۸ مهٔ ۱۹۴۷) یک تهیه‌کننده اهل ایالات متحده آمریکا است.
او دانش‌آموختهٔ دانشگاه کالیفرنیا، سانتا کروز و دانشگاه استنفورد است.
از فیلم‌ها یا مجموعه‌های تلویزیونی که وی در آن‌ها نقش داشته‌است می‌توان به میس سان‌شاین کوچولو، کوهستان سرد، نبراسکا، بچه‌های کوچک و بازماندگان اشاره نمود.